# День мерців (фільм, 2008)
День мерців (англ. Day of the Dead) — американський фільм жахів 2008 року, режисера Стіва Майнера та сценариста Джеффрі Реддіка. Це ремейк однойменного фільму Джорджа Ромеро 1985 року, третій у серії "Мерці Ромеро", і перший з двох ремейків оригінального фільму 1985 року; другий — "День мерців: Родовід" (2018).

## Сюжет
На військову базу, розташовану поблизу тихого американського містечка здійснена терористична атака із застосуванням секретної біологічної зброї. Військові закривають містечко на карантин. Тепер жителі відрізані від решти світу. Зловісний вірус стрімко заражає все живе на своєму шляху, і мешканці міста перетворюються на ненаситних монстрів-зомбі. Військовий біолог Сара, її молодший брат і купка людей, яким дивом вдалося уникнути зараження, ховаються в головному корпусі бази. На щастя, серед них лікар міської лікарні! Адже Сара розуміє, що тепер єдиний спосіб вижити — знайти протиотруту.

## У ролях
- Міна Суварі — Сара Боуман
- Нік Кеннон — Салазар
- Майкл Велч — Тревор Боуман
- Анна-Лінн Маккорд — Ніна
- Старк Сендс — Бад Крейн
- Метт Ріппі — доктор Логан
- Пет Кілбейн — вчений
- Тейлор Гувер — місцева дівчина
- Кріста Кемпбелл — місіс Лейтнер
- Іен МакНіс — Пол
- Вінг Реймс — капітан Родос
- Роберт Райс — містер Лейтнер
- Майкл Маккой — містер Нобл
- Лаура Гіош — місіс Нобл